# フェロシアン化ナトリウム
フェロシアン化ナトリウム（sodium ferrocyanide）とは、ヘキサシアニド鉄（II）酸ナトリウム（sodium hexacyanoferrate(II)）のこと、すなわち、ナトリウムのヘキサシアニド鉄（II）酸塩である。組成式は、Na4[Fe(CN)6]。式量、303.93。黄血ソーダ（yellow prussiate of soda）や黄色ソーダなどと呼ばれる場合もある。なお、名称が似ているフェリシアン化ナトリウムは、ヘキサシアニド鉄（III）酸ナトリウム（Na3[Fe(CN)6]）を指すので、混同しないこと。

## 合成
硫酸鉄(II)の水溶液に、過剰量のシアン化ナトリウムを加えると、ヘキサシアニド鉄（II）酸ナトリウムが得られる。

## 性質
ヘキサシアニド鉄（II）酸ナトリウム（Na4[Fe(CN)6]）は、大抵、水和水を持つ。Na4[Fe(CN)6]・10H2Oが代表的だが、他にもNa4[Fe(CN)6]・12H2Oといったものもある。
無水和物の水100gに対する溶解度は、20℃で17.9g（17.87g）、60℃で42.5g、98.5℃で63gである。なお、性質はヘキサシアノ鉄(II)酸カリウムとほぼ同じである。このため、ヘキサシアニド鉄（II）酸ナトリウムは、ヘキサシアニド鉄(II)酸カリウムの代用品として用いられることもある。

## その他
ヘキサシアニド鉄（II）酸ナトリウムは、食品添加物として用いられる場合がある。

## 主な参考文献
- 志田 正二 編集代表 『化学辞典』 p.1137 森北出版 1981年3月9日発行 ISBN 4-627-24010-4
- 化学大辞典編集委員会 編集 『化学大辞典 （縮刷版） 8』 p.255 共立出版 1964年2月15日発行 ISBN 4-320-04022-8
- 塩の添加物（塩の情報局） - 塩の添加物